# Pietro Bisio
Pietro Bisio (Casei Gerola, 28 marzo 1932) è un pittore italiano.

## Biografia
Pietro Bisio nasce a Casei Gerola, nell'Oltrepò Pavese, il 28 marzo 1932. A Voghera, nello studio di Giansisto Gasparini, suo primo maestro, viene a contatto con la pittura “sociale”, e ha scambi di esperienze con i pittori Alberto Nobile e Augusto Garau.
Frequenta, a Milano, l'Accademia di Belle Arti di Brera dal 1954 al 1958 e segue i corsi di pittura di Aldo Carpi e nel '58 di Domenico Cantatore. 
Nel marzo 1957 si rivela al premio Diomira e riceve dalla giuria, presieduta da Guido Ballo, la medaglia d'oro del Senato della Repubblica. L'opera premiata viene destinata alla Raccolta dei disegni del Castello Sforzesco ed è pubblicata da Franco Russoli su “Le vie d'Italia”.
Nello stesso anno, alla Galleria Spotorno, presenta la sua prima personale di disegni, introdotta da Aldo Carpi e positivamente recensita da Marco Valsecchi sul “Giorno” e da Raffaele De Grada alla RAI. 
Seguono numerose esposizioni personali e collettive, con giovani artisti per lo più provenienti dall'Aula Carpi (a Roma, nel 1960, a Cremona, Palazzo dell'Arte, nel 1962, a Milano, Palazzo Reale, nel 1964, a Pavia, nel 1965, ecc.), accompagnate da premi e riconoscimenti.
Dalla critica viene sottolineato come il pittore Bisio sia interprete per eccellenza, dopo Pellizza da Volpedo, della “cultura contadina” nell'Oltrepò Pavese, con linguaggio moderno.
Determinanti, per il passaggio e gli sviluppi successivi, risultano, dal 1968 al 1972, i viaggi di studio a Parigi, Vienna, Amsterdam, Stoccolma, Copenaghen, Helsinki, Oslo e la conoscenza diretta di Permeke, Munch, Kokoschka, Nolde, oltre naturalmente a Picasso e all'espressionismo astratto statunitense, e, più recentemente, Marcel Duchamp.
Nel 1984 rende omaggio, insieme a Gigi Valsecchi e Giulio Scapaticci, al maestro Carpi, che seppe donare "entusiasmo e amore", con una mostra alla Fondazione Corrente.

## Realismo “esistenziale”
Sono questi gli anni in cui la linea figurativa milanese che va sotto il nome di “realismo esistenziale” – definizione formulata dal critico Marco Valsecchi per il gruppo dell'Aula Carpi: Banchieri, Ceretti, Guerreschi, Romagnoni, Vaglieri, Martinelli e per Ferroni, ed estesa poi ad altri pittori “milanesi” operanti nel periodo che va dal 1955 al 1965 – guarda, oltre il neorealismo e “Corrente”, ad esperienze moderne europee ed americane.
Al di fuori di programmi e di volontarismi ideologici, è il confronto con la realtà che interessa, una realtà esistenziale, fenomenica, dove “la condizione umiliata dell'esistenza” appare in termini drammatici o lirici e i temi sono affrontati con tonalità cupe in cui predominano il bianco e nero.
Congruenti cronologicamente per tematiche, per scabrosità, per piglio con questa visione di immagini “avare di colore cariche di dolore”, con la rappresentazione di figure “disseccate e spettrali”, sono le opere di Bisio (i bianchi e neri in particolare, gli esiti disegnati), anzi in certa misura ne costituiscono un'ala, o un allargamento, comunque un aspetto, indubbiamente interessante.

## Sviluppi successivi
Dagli anni settanta ad oggi, la grafica di Bisio dal segno personale e una pittura di inquieta e tormentosa immaginazione che fa uso delle tecniche meno convenzionali – il dripping, il polimaterismo, la parola, il colore puro, con l'accantonamento di ogni perbenismo compositivo e lo sconvolgimento dei piani di lettura – rivelano (nelle esposizioni in Italia: a Vicenza, Ferrara, Acqui Terme, Genova, ecc., e all'estero: Manosque, New York, Heusden-Zolder, Parigi, Bruxelles, ecc.), un interesse crescente per problematiche ecologiche e forniscono una drammatica testimonianza delle distruzioni operate in campagna.
La complessa attività è stata esaminata negli aspetti artistici, espositivi e critici, da Virginio Giacomo Bono nella monografia Pietro Bisio: espressività del segno e sperimentazione.

## Opere in collezioni pubbliche
- Alessandria, Museo Civico
- Milano, Castello Sforzesco
- Pavia, Amministrazione Provinciale
- Pinerolo, Collezione Civica d'Arte
- San Donato Milanese, Galleria d'Arte Contemporanea
- Suzzara, Galleria del Premio Suzzara
- Voghera, Comune
- Volpedo, Comune

## Principali mostre
- Milano, Galleria Spotorno, 1957
- Roma, Galleria Il Torcoliere, 1960
- Cremona, Palazzo dell'Arte, 1962
- Milano, Palazzo Reale, 1964
- Pavia, Galleria Il Corso, 1965
- Alessandria, Galleria San Giorgio, 1967
- Monza, Galleria Tremisse, 1972
- Vicenza, Galleria L'Incontro, 1974
- Ferrara, Palazzo dei Diamanti, 1975
- Milano, Galleria Spazio Sintesi, 1977
- Volpedo, Palazzo Comunale, 1980
- Tortona, Modularte, 1984
- Acqui Terme, Palazzo Robellini, 1985
- Manosque, Bibliothèque Municipale, 2000
- Pavia, Santa Maria Gualtieri, 2001
- New York, Iacob Javits Convention Center, 2003
- Heusden-Zolder, De Mijlpaal, 2004
- Genova, Palazzo Ducale, 2005
- San Donato Milanese, Galleria d'arte contemporanea, 2006
- Bruxelles, Espace Moselle, 2007
- Rivanazzano, Antica Rus' Galleria d'Arte, 2008 (mostra antologica)
- Tortona,2022 "Tutto il resto è polvere da sparo" - Ridotto del Teatro Civico